# Emily Perkins
Emily Jean Perkins, född 4 maj 1977 i Vancouver, British Columbia, är en kanadensisk skådespelare.
Perkins har medverkat i flera kanadensiska och amerikanska filmer och TV-serier. Hennes tidigaste roller var i TV-filmerna Offerlamm (1989) med Farrah Fawcett, och Stephen Kings Det från 1990, mot då unga Jonathan Brandis och Seth Green. Hon är mest känd för sin roll som Brigitte "B" Fitzgerald i filmerna Ginger Snaps (2000), Ginger Snaps 2: Unleashed och Ginger Snaps Back, de två senare från 2004. Samma år adopterade hon sina två kusiner.

## Filmografi (urval)
- 1989 – Offerlamm (TV-film)
- 1989 – Little Golden Bookland (röst till Katy Caboose)
- 1990–1991 – Mom P.I. (TV-serie)
- 1990 – Det
- 1993 – Resan i det okända, avsnitt Welcome To The Tower (gästroll i TV-serie)
- 1993 – Katastroflarm (TV-film)
- 1993 – Woman On The Ledge (TV-film)
- 1994 – Moment Of Truth: Broken Pledges (TV-film)
- 1996 – Med berått mod
- 1998 – Arkiv X, avsnitt All Souls (gästroll i TV-serie)
- 1998 – Past Perfect
- 1998-2005 – Da Vinci's Inquest (återkommande gästroll i TV-serie)
- 2000 – Ginger Snaps
- 2001 – Prozac Nation
- 2001 – Christy: A New Beginning
- 2001 – Livet i Cutter Gap
- 2002 – Mentors, avsnitt Transition (gästroll i TV-serie)
- 2002 – Insomnia
- 2002 – The Twilight Zone, avsnitt Night Route (gästroll i TV-serie)
- 2004 – Ginger Snaps 2: Unleashed
- 2004 – Ginger Snaps Back: The Beginning
- 2004 – Mitt liv som död, avsnitt Haunted (gästroll i TV-serie)
- 2006 – She's The Man
- 2008 – Another Cinderella Story